# Krystyna Okazaki
Krystyna Józefa Okazaki (ur. 1 marca 1942 we Lwowie, zm. 1 grudnia 2008 w Warszawie) – polska doktor japonistyki, przez ponad 40 lat wykładowczyni Instytutu Orientalistycznego Uniwersytetu Warszawskiego i wiceprezeska Fundacji im. Takashimy, mającej na celu popularyzację kultury japońskiej oraz wspieranie rozwoju warszawskiej japonistyki. 

## Życiorys
Wielokrotnie wyjeżdżała do Japonii na staże naukowe, a także jako tłumacz z polskimi delegacjami rządowymi. Podczas wizyty prezydenta Lecha Wałęsy w Japonii w 1994 była pierwszym niejapońskim tłumaczem, jaki pojawił się w pałacu cesarskim.
W latach 1985–1987 pełniła funkcję zastępczyni dyrektora Instytutu Orientalistycznego, a w latach 1991–2000 oraz 2003–2006 kierowniczki Zakładu Japonistyki i Koreanistyki UW.
14 grudnia 2007 otrzymała z rąk ambasadora Japonii w Polsce Złote Promienie z Rozetą Orderu Wschodzącego Słońca za wkład w upowszechnianie badań japonistycznych i nauczania języka japońskiego, a w szczególności za promocję kultury japońskiej poprzez wykłady i prelekcje, badania nad literaturą Japonii oraz działalność translatorską.